# Río La Foa
El río de La Foa es un río de Nueva Caledonia. Cuenta con un área de influencia de 438 kilómetros cuadrados. Desemboca en la Bahía Teremba en la costa suroeste.